# Ino Dallagio
Ingenuino Dallagio (* 16. März 1910 in Cortina d’Ampezzo; † 9. Juli 1999 ebenda) war ein italienischer Skispringer und Nordischer Kombinierer.
Dallagio gewann 1931 die italienischen Meisterschaften im Skispringen vor Mario Bonomo und Enrico Moiso. Zwei Jahre später 1933 gewann er Silber hinter Severino Menardi bei den italienischen Meisterschaften in der Nordischen Kombination.
Bei den Olympischen Winterspielen 1932 in Lake Placid startete Dallagio in beiden Einzeldisziplinen. Im Skisprung-Einzel landete er auf dem 16. Platz. In der Kombination beendete er das Einzelrennen auf dem 17. Platz.